# Malaunay
 Malaunay  es una población y comuna francesa, en la región de Alta Normandía, departamento de Sena Marítimo, en el distrito de Ruan y cantón de Notre-Dame-de-Bondeville.

## Demografía
| 3786 | 4230 | 4875 | 5065 | 5784 | 6022 |
| Para los censos de 1962 a 1999 la población legal corresponde a la población sin duplicidades (Fuente: INSEE [Consultar]) |      |      |      |      |      |